# Бугаев, Игорь Борисович
Игорь Борисович Бугаев — советский журналист, государственный и политический деятель.

## Биография
Родился в 1933 году в Москве. Член КПСС.
Учился на экономическом факультете МГИМО, на 4 курсе из-за сокращения мест был переведен на 2-й курс факультета журналистики МГУ, окончил его в 1958 г.
В 1958—2001 гг.:
- 1958—1968 заведующий отделом рабочей молодежи, заместитель редактора, главный редактор газеты «Московский комсомолец» (в период его руководства тираж дошёл до 220 тыс. экз.),
- 1968—1975 помощник первого секретаря МГК КПСС Виктора Гришина, заведующий отделом культуры МГК КПСС,
- 1975—1977 первый секретарь Краснопресненского райкома КПСС,
- 1977—1985 заведующий отделом организационно-партийной работы МГК КПСС,
- 1985—1987 заместитель председателя исполкома Моссовета,
- 1987—2001 председатель Комитета по культуре города Москвы.

С 2001 г. советник президента АНО "Редакция «Литературной газеты».
Делегат XXV съезда КПСС.
Заслуженный работник культуры РФ (10.06.1993). Награждён орденом Дружбы (13.06.1996) и медалями.
Умер 22 ноября 2021 года. Похоронен на Ваганьковском кладбище.